# Болотене
Болоте́не — село в Україні, у Станично-Луганській селищній громаді Щастинського району Луганської області. Населення становить 87 осіб.

## Географія
Географічні координати: 48°36' пн. ш. 39°35' сх. д. Часовий пояс — UTC+2. Загальна площа села — 1,07 км².
Село розташоване у східній частині Донбасу за 9 км від села Валуйське.

## Історія
Поблизу села виявлено поселення епохи неоліту, поселення раннього середньовіччя, 4 поселення епохи бронзи.
Поселення засноване донськими козаками зі Станиці Луганської, росіянами і українськими селянами в кінці XVIII — початку XIX століть.
Назва села утворена від слова «болото», вибір утворюваного слова назви мотивований болотистим рельєфом місцевості, де розташоване село.
У березні 1923 року представником у с. Болотне працював Григорій Анісимович Горський.
Національний склад на 1 травня 1926 року у с. Болотене:
Усього проживало – 701 особа
Українців – 10 чол. - 1.42%
росіян - 691 чол. - 98.58%
У 1927 р. у с. Болотенном було створено перший перетиральний пункт із переробки помідорів у вигляді напівфабрикату.
У 1932–1933 роках Болотенська сільська рада постраждала від Голодомору. За свідченнями очевидців кількість померлих склала щонайменше 6 осіб, імена яких встановлено.
У вересні 1948 року у с. Болотне запрацювала аптека, акушерсько-гінекологічний пункт, санстанція, малярстанція, молочна кухня.
У вересні 1952 року було скасовано Болотенську сільську раду і перейшов у підпорядкування Валуйській сільській раді.

### Війна на сході України
З 2014 року село потрапило у зону бойових дій. 17 лютого 2015 року в ході боїв Болотене було звільнено батальйоном «Айдар» від бойовиків ЛНР. 14 липня 2015 року під час виконання завдань щодо перевірки надійності мінних укріплень поблизу кордону між селами Сизе та Болотене підірвались на вибуховому пристрої п'ятеро українських військовиків 534-го інженерного батальйону на чолі з капітаном Сергієм Мелимукою.

## Населення
За даними перепису 2001 року населення села становило 87 осіб, з них 5,75 % зазначили рідною мову українську, 91,95 % — російську, а 0,3 % — іншу.

## Пам'ятки
У Болотеному знаходиться братська могила радянських воїнів, де поховано 12 бійців, які загинули в лютому 1943 року під час звільнення села від німецьких військ.
Поблизу села також виявлені стоянки неоліту (V — початок IV тисячоліття до н. е.).

## Також
- Перелік населених пунктів, що постраждали від Голодомору 1932-1933, Луганська область